# 須藤凜々花
須藤 凜々花（すとう りりか、1996年〈平成8年〉11月23日 - ）は、日本の元アイドル、元タレントであり、女性アイドルグループ・NMB48の元メンバー。東京都出身。KYORAKU吉本.ホールディングスを経てShowtitleに所属していた。

## 略歴
2013年9月22日、同年11月に初開催となる『AKB48グループ ドラフト会議』の候補者オーディションにおいて、30人の候補生の中のひとりとして選出され、11月10日にグランドプリンスホテル新高輪で行われた『第1回AKB48グループ ドラフト会議』において、第1巡目でSKE48チームKII、チームE、NMB48チームNの3チームから指名され、山本彩が抽選で交渉権獲得の札を引き、NMB48チームNが須藤との交渉権を獲得した。2014年1月25日にTOKYO DOME CITY HALLで行われた『AKB48リクエストアワーセットリストベスト200 2014』の3日目公演において、他のドラフト生とともにお披露目され、チームNへの加入を報告した。同年3月16日、『チームN 3rd Stage「ここにだって天使はいる」』公演で劇場公演デビューした。同年7月17日には、網膜剥離のため、一時活動休止することになり、翌8月8日に活動を再開した。
2015年3月31日発売のNMB48 11thシングル「Don't look back!」で初めてシングル表題曲の選抜入りを果たし、次作シングル「ドリアン少年」（同年7月15日発売）では自身初となるシングル表題曲におけるセンターポジションを務めた。
同年8月8日には自身初の冠番組『NMB48須藤凜々花の麻雀ガチバトル! りりぽんのトップ目とったんで!』（TBSチャンネル1）が放送開始した。NMB48メンバーが個人名での冠番組をもつのは山本彩に次いで2人目であった。
2016年3月30日、著書『人生を危険にさらせ!』（幻冬舎、堀内進之介との共著）を発売した。
同年6月1日発売のAKB48 44thシングル「翼はいらない」で初めてAKB48のシングル選抜メンバーに選出された。同年5月から6月にかけて実施された『AKB48 45thシングル選抜総選挙』では44位に初めてランクインし、ネクストガールズに選出された。

### 結婚宣言とAKBグループ卒業、芸能界引退
2017年6月17日に行われた第9回AKB48選抜総選挙の開票イベントで20位にランクイン。この時の壇上スピーチにおいて、結婚することを発表した。それとほぼ同時刻に、ネット放送『文春オンライン』にて、男性宅に須藤が複数回宿泊していたことが暴露された。『文春オンライン』は、数日前からツイッター上でたこ焼き（大阪のNMB48を暗示）やドリアン（須藤のセンター曲『ドリアン少年』を暗示）を流し、スキャンダル暴露を予告していた。6月21日にはNMB48から卒業することを発表した。8月6日、神戸で開催されたライブのアンコールの中で、「結婚宣言」についてNMB48全メンバーの前で謝罪を行った。8月30日に卒業公演を行い、NMB48としての活動を終了。以後も事務所には残りタレント活動を継続した。
同年9月24日放送のTBS『アッコにおまかせ!』に生出演し、結婚時期が翌2018年4月予定であることを明らかにした。
2018年4月13日、婚姻届を提出。19日に正式発表。
2019年1月31日、芸能界を引退。

### 学業
高校はNMB48加入時に転学していたが多忙なため通えず、残った体育の単位を取るためNMB卒業後再入学している。
2017年12月9日放送の『偏差値32の田村淳が100日で青学一直線〜学歴リベンジ〜』（AbemaTV）において、高校卒業認定試験に合格したことを明かした。
2018年2月、大学受験に挑んだものの失敗に終わり、浪人して翌年の合格を目指した。

### 写真集
2016年2月28日、須藤の哲学書の版元でもある幻冬舎社長の見城徹は、トークアプリ755にて、深川麻衣、齊藤飛鳥（乃木坂46・当時）と共に、写真集が「決まっている」ことを明かしていた。上述の結婚宣言との関連は不明であるが、結局写真集が発売されることはなく、「決まっていた」はずの話が何らかの事情で流れてしまったということになる。なお、同時に明かされた深川と齋藤は後に幻冬舎より写真集を出版している。

## 人物
愛称は、りりぽん。名前が間違われやすく、苗字の読みは「すどう」ではなく「すとう」、名前の「りりか」は旁が「稟議」の稟。
将来の夢は哲学者であり、最も尊敬する哲学者はニーチェ。その経緯から、難波鉄砲隊其之六の楽曲「ニーチェ先輩」でセンターを務めた。また、ニーチェの名言「人生を危険に晒せ」は須藤の人生のテーマであり、初の著書のタイトルにもなった。
NMB48加入前に、祖母の肉まん屋に弟とあんまんを買いに行った際、テレビ番組のロケに訪れていたいとうあさことイモトアヤコから偶然インタビューを受け、「AKBの娘?」と言われた。後日その模様が『ミリオンダイス』（日本テレビ）で放送されたことをNMB48加入後のGoogle+で述懐している。
元々AKB48グループのファンで、趣味は48グループのDVDを観ること。推しメンは田島芽瑠（HKT48）、憧れのメンバーは佐藤亜美菜（元AKB48）である。また、ももいろクローバーZのファンでもあり、『NMB48のTEPPENラジオ』（MBSラジオ）出演時に百田夏菜子の自己紹介のものまねを披露した。
水着グラビアが盛んなNMB48の活動を「グラビアが体育会系」と表現し、「決して嫌なわけではなく」と水着グラビアに前向きな姿勢を示していた。著書「人生を危険にさらせ！」の東京での発売記念イベントで、その年の選抜総選挙の目標を1位とし、1位でなかったら「マイクロビキニを着ます」と宣言した。翌日、大阪での刊行記念握手会では「総選挙１位になれなかったらマイクロビキニを着るって、投票する人にも何のメリットもないんで逆にしようと思います。総選挙１位になったらマイクロビキニを着ます。大阪で訂正ということで」と公約を１８０度修正した。結局、マイクロビキニを着用することはなかったが、グループ在籍中、須藤の水着グラビアは多数の雑誌の誌面を飾った。
ヒップホップや日本語ラップが好きであることを公言しており、好きなアーティストにRIP SLYME、PUNPEE、S.L.A.C.K.、MSC、SEEDAなどの名前を挙げている。「BUBKA」2017年2月号では漢 a.k.a. GAMIと対談している。また、L'Arc〜en〜Cielのファンであり、特にボーカルのhydeのことを尊敬しており髪型などを真似していた時期があった。
2016年6月より約2年半出演してきたバラエティー番組『大阪ほんわかテレビ』の最後の収録を終えた際には「最初は緊張して何もしゃべれなかったんですけど、最初から話を振ってくださったり、フォローしてくださったり、「寛平師匠の頭を叩け」ってこそっと言われたり、すごく度胸がつきました。どんな事をしてもみなさんが助けてくれるので、はちゃめちゃにやらせていただきました」「ほんわかファンの方はSNSでもすごく応援してくださいました。東京だと『炎上してる子』という認識なんですけど、大阪では街を歩くとすごく温かく声をかけてくださって、すごくうれしかったです」とのメッセージを送った。

## NMB48での参加楽曲

### シングル選抜楽曲
NMB48名義
- 「高嶺の林檎」に収録
  - 一週間、全部が月曜日ならいいのに…
  - 傘はいらない
- 「らしくない」に収録
  - 休戦協定 - 「Team N」名義
- Don't look back!
  - 恋愛ペテン師 - 「Team N」名義
  - ニーチェ先輩 - 「難波鉄砲隊其之六」名義（センター）
- ドリアン少年（センター）
  - 命のへそ - 「Team N」名義
- 「Must be now」に収録
  - 片想いよりも思い出を…
  - 夢に色がない理由 - 「Team N」名義
- 甘噛み姫
  - 儚い物語 - 「Team N」名義（太田夢莉とのＷセンター）
  - 虹の作り方
  - 道頓堀よ、泣かせてくれ!
- 僕はいない
  - 空から愛が降って来る - 「Team N」名義（太田夢莉とのＷセンター）
  - ショートカットの夏 - ソロ楽曲
- 僕以外の誰か
  - 途中下車
  - 孤独ギター - 「Team N」名義（薮下柊とのＷセンター）

AKB48名義
- 「君はメロディー」に収録
  - しがみついた青春 - 「NMB48」名義
- 翼はいらない
- 「LOVE TRIP/しあわせを分けなさい」に収録
  - 進化してねえじゃん - 「ネクストガールズ」名義
- 「シュートサイン」に収録
  - 真夜中の強がり - 「NMB48」名義
- 「願いごとの持ち腐れ」に収録
  - イマパラ
- 「#好きなんだ」に収録
  - だらしない愛し方 - 「アンダーガールズ」名義

### アルバム選抜楽曲
NMB48名義
- 『世界の中心は大阪や 〜なんば自治区〜』に収録
  - 電車を降りる - 「Team N」名義
- 『難波愛〜今、思うこと〜』に収録
  - まさかシンガポール
  - 難波愛

AKB48名義
- 『サムネイル』に収録
  - だから君が好きなのか

### 劇場公演ユニット曲
チームN 3rd Stage「ここにだって天使はいる」（2014年組閣体制）
- 何度も狙え!

チームN 4th Stage「目撃者」
- フィンランド・ミラクル

カトレア組「ここにだって天使はいる」公演
- ジッパー

## 出演

### バラエティ
- NMB48須藤凜々花の麻雀ガチバトル! りりぽんのトップ目とったんで!（2015年8月9日 - 2017年9月17日、TBSチャンネル1） - NMB48卒業の為降板、後継者は村瀬紗英になった。 [10]
- 大阪ほんわかテレビ（2016年6月24日 - 2019年2月15日、読売テレビ） - 渡辺美優紀のNMB48卒業に伴い、入れ替わりでレギュラーとなるが、須藤はNMB48卒業後も引退まで継続して出演していた[44]。
- そこまで言って委員会NP（読売テレビ） - ゲストパネラーとして複数回出演。
- 女流雀士 プロアマNo.1決定戦 てんパイクイーン（2016年 - 、テレ朝チャンネル2）シーズン3に出場

### ウェブテレビ
- 今日、体重発表します。-優勝賞金100万！負けたらその場で体重発表！-（2017年11月19日、AbemaTV）[45]
- 偏差値32の田村淳が100日で青学一直線〜学歴リベンジ〜（2017年12月9日 - 2018年1月13日、AbemaTV） - インテリ芸人チーム[46]
- SMASH HIT（2018年4月 - 、AbemaTV SPECIAL 2） - MC[47]

### テレビドラマ
- キャバすか学園（2016年10月30日 - 2017年1月15日、日本テレビ） - テツガク 役[48]
- 痛快TV スカッとジャパン（フジテレビ）
  - 第110回（2017年11月20日）
  - 第112回（2017年12月18日）
  - 第117回（2018年2月19日）

### ウェブドラマ
- AKBホラーナイト アドレナリンの夜 第8話「花婿人形」（2015年10月29日、ビデオパス・テレ朝動画） - 主演・エリコ 役[49]

### ラジオ
- 渋谷WREP学園（2017年4月6日 - 、WREP） - 木曜日アシスタント（日直）[50]
- 60TRY部（2018年1月19日 - 11月16日、ラジオ日本） - 金曜レギュラー[51]
- 須藤凜々花の名言ストリート（2018年3月1日 - 、Himalaya）[52]

### ゲーム
- 麻雀 りりぽんのトップ目とったんで!（2017年6月23日、レッドクイーン）[53]

## 書籍

### 著書
- 人生を危険にさらせ![注 2]（堀内進之介との共著、2016年3月30日、幻冬舎）ISBN 978-4344029064[12]

### 雑誌
- My Girl vol.4（2015年7月15日、エンターブレイン/KADOKAWA）- 付録ポスター・表紙:須藤凜々花
- CD＆DLでーた 2016年2月号（エンターブレイン/KADOKAWA）- 付録ポスター:須藤凜々花
- Kawaii NMB 2016年3月号（2016年3月1日、HUSTLE PRESS）- 表紙:須藤凜々花